# Helina sichuanica
Helina sichuanica är en tvåvingeart som beskrevs av Feng 2005. Helina sichuanica ingår i släktet Helina och familjen husflugor.
Artens utbredningsområde är Sichuan (Kina). Inga underarter finns listade i Catalogue of Life.